# ホワイトウォッシング (配役)

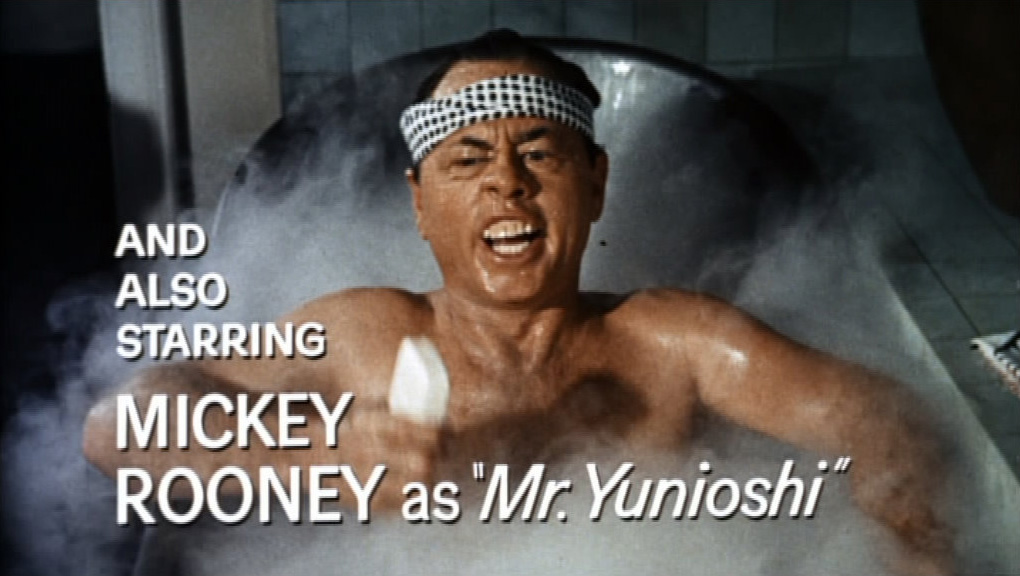
『ティファニーで朝食を』(1961年)で日本人家主を演じるイエローフェイスを施した白人俳優ミッキー・ルーニー

ホワイトウォッシング（英語: whitewashing）とは、映画業界などにおいて白人以外の役柄に白人俳優が配役されること。人種問題とともに、このような配役は不適切なものとみなされる場合が多い。日系アメリカ人活動家のガイ・アオキは「アフリカ系アメリカ人がホワイトウォッシングの対象であるのと同様にアジア系民族も経験している」と語った。ネイティヴ・アメリカンにも同様のことがいえる。
白人が多数でない国では「カラーブラインド・キャスティング」といって白人以外の俳優が白人の役を演じることがある。黒人俳優のイドリス・エルバは白人登場人物である『ダーク・タワー』のローランド・デスチェイン役、『マイティ・ソー』の北欧の神ヘイムダル役を演じている。近年では『Steel Magnolias 』(2012年)や『Death At A Funeral 』(2010年)など全て黒人俳優によりリメイクされた作品もある。こちらも議論の対象となっており、オリジナル作品のファンの多くはこれを批判し、「ブラックウォッシング」と呼んでいる。

## 歴史
20世紀初頭、白人俳優がブラックフェイスやイエローフェイスを施し風刺を込めて少数民族を演じ、少数民族の特徴的な行動を誇張して演じていた。白人俳優のウォーナー・オランドは映画『Charlie Chan Carries On 』(1931年)のシリーズで中国人探偵チャーリー・チャンを演じた。有色人種の登場人物が映画界に少なかったこともあり、これらの役は当時少数民族から好意的に受け入れられていた。20世紀中期になるとより人種の融合が進み、主演の白人俳優ローレンス・オリヴィエが顔を黒く塗った映画『Othello 』(1965年)以外は白人が顔に黒い色を塗って登場することはほとんどなくなっていた。しかし1960年代、『ティファニーで朝食を』(1961年)でミッキー・ルーニーが日本人家主を演じるなど、イエローフェイスは増えていった。デイヴィッド・A・シュロスマン教授はアジア系登場人物について「多くが白人俳優によって演じられ、それは一般アメリカ人の会話の中でのステレオタイプに大きな影響を与えた」と語った。21世紀になってもなお、少数民族の俳優は映画出演の機会があまりない。黒人の役は黒人俳優が演じるようになってきているが、ホワイトウォッシングはそれ以外の人種に起こり続けている。

## 経営幹部の責任
2015年、BBCは「非難や抗議に関わらず、白人以外の役を白人が演じることはまだハリウッドにはびこっている」と語った。2013年の報告書によると、映画会社の重役の94%が白人で、非白人の映画製作者や俳優の割合も実際の人口構成より低い。BBCはその理由として、業界全体に人種差別があること、プロデューサーらは白人俳優の方が観客受けが良く利益も大きくなると考えていることを挙げている。ソニー・ピクチャーズ会長トーマス・ロスマンは「制度や慣例だと思う。業界は向上していると思うが、皆が言う通り向上の程度も速度もまだ全然十分ではないと思う」と語った。『Multicultural Psychology: Understanding Our Diverse Communities 』(多文化心理学: 多様化への理解、の意)の作者ジェフリー・ミオは白人の多い映画界は自分と似た出自の人を雇う傾向があるのではないかと推測する。ミオは最も条件に見合った人を配役しているだけだという説明について「監督と配役担当者はそう言うが、少数民族の俳優たちに言わせれば『最高の俳優を選んだだけだ』と言うのは結局監督の友人、過去にも一緒に仕事をした人たちを選ぶということなのだ」と語った。ペパーダイン大学映画史教授クレイグ・デトウェイラーは「アフリカ系アメリカ人、アジア系、ラテン系のスターが少ない。ハリウッドの進歩的な流れの中で、配役の決定は非常に逆行している」と語った。2010年、芸能ニュース・サイトのTheWrap は、多様性の欠如の原因は業界全体の人種差別と有色人種の人気俳優の不足にあるとし、『プリンス・オブ・ペルシャ/時間の砂』や『エアベンダー』などの映画が問題をさらに悪化させたと語った。

## 興業上の理由
俳優組合SAG-AFTRA の全米専務取締役デイヴィッド・ホワイトは白人俳優の利益最大化について、ウィル・スミス、デンゼル・ワシントン、デヴィッド・オイェロウォのような黒人俳優は配役理論について反論していると語った。電気通信学助教授アンドリュー・J・ウィーヴァーは「ハリウッド映画において、白人は黒人俳優や他の人種が多く出演する映画を敬遠する傾向がある。そのため少数民族の役柄でも白人が配役されている」と語った。映画学教授ミッチェル・W・ブロックは「投資者やプロデューサーに印象付けるため、ビジネス上撮影所と配役は切り離すことができない」と語った。リドリー・スコット監督は、著名な俳優を配役せずに聖書を基にした叙事詩的映画『エクソダス:神と王』(2014年)はできなかっただろうとし、「低予算では映画を作ることはできない。主役が無名の役者では資金を得ることはできなかっただろう」と語った。『USAトゥデイ』紙は『ティファニーで朝食を』(1961年)、『マイティ・ハート/愛と絆』(2007年)、『PAN 〜ネバーランド、夢のはじまり〜』(2015年)などの映画は「有色人種に俳優、監督、プロデューサーの職が不足しているにも関わらず、白人俳優が主要な役柄に配役され続けている」と記した。
メディア監視グループは、『ローン・レンジャー』(2013年)でジョニー・デップがネイティヴ・アメリカン役を演じるなど、映画における配役問題の解決策を模索している。アメリカの映画は世界市場となっており、より現実味を求める多様な観客から議論が起きている。SAG-AFTRAのデイヴィッド・ホワイトは白人でない役に白人俳優を起用することへの議論に対し「法律では職を得るのに人種は考慮されないこととなっている」と異議を述べたが、配役の多様性の欠如は認めた。法律学教授ジョン・テーラニアンは「もちろん、人種で区別しない配役は本質的に間違いではない。しかし現実にはアフリカ系アメリカ人、ラテン系、アジア系俳優が白人の役に配役されることはめったにない」と語った。
ただしこれらの概念に対し、近年ハリウッドでは『Steel Magnolias 』(2012年)や『Death At A Funeral 』(2010年)など、人気映画のリメイクを全て黒人俳優で演じる作品が製作されている。『ANNIE/アニー』(2014年)、『ベスト・キッド』(2010年)などのリメイク映画はオリジナル作品のファンからは支持を得られず、基礎的な部分を変えたことで「ブラックウォッシング」と批判された。

## 社会認識の変化
ホワイトウォシュという表現は元々、白い液状のもので何かの表面を白く塗る、若しくはその白く塗る物質を意味するもので、配役にホワイトウォシュやホワイトウォッシングという表現が使われていたのは長らく関係者の俗語扱いであった。
2015年1月にアカデミー賞の候補が発表され、主演及び助演の俳優候補者20人が全員白人系であることが判明すると、それを問題視した多様性と包括性を提唱している活動家のen:April Reignがツイッターで#OscarsSoWhite（オスカー・ソー・ホワイト）、つまり白すぎるオスカーというハッシュタグを投稿すると、ブラック・ライヴズ・マター運動などによる人種差別問題の機運が再度高まっていたことも相まってあっという間に広く共有され、社会問題化した。それに伴い配役に使われるホワイトウォシュの意味も広く一般にも認識されることとなった。
2019年には米国英語辞典のメリアム＝ウェブスターが配役に関するホワイトウォシュの記述から俗語を示す表記を外し、正式な意味として掲載された。しかし英国英語辞典の権威オックスフォード・ラングウェッジズ (Oxford Languages、旧オックスフォード英語辞典) には2022年3月時点ではまだこの意味は掲載されていない。

## 映画作品一覧
「ホワイトウォッシング」と批判されている作品を原題のアルファベット順で以下に示す。
| 邦題 原題                                                             | 年   | 詳細 |
| --------------------------------------------------------------------- | ---- | --- |
| ラスベガスをぶっつぶせ 21                                             | 2008 | 白人俳優ジム・スタージェス、ジェイコブ・ピッツ、ケヴィン・スペイシー主演のカード・カウンティングについての映画。アジア系アメリカ人の学生グループおよび教師がギャンブルのカード・カウンティングで大儲けした実際のできごとを基にしている。モデルとなった中国系アメリカ人のジェフ・マーは、議論は大げさであり、重要なのは才能ある俳優が役を演じることだと語った。またマーは『USAトゥデイ』紙に「もし日本人や韓国人が単なる「アジア人」として私を演じていたらより屈辱的だっただろう」と語った。 |
| 30デイズ・ナイト 30 Days of Night                                     | 2007 | ヴァンパイア・ホラー映画において白人俳優ジョシュ・ハートネットがアラスカ州の街の保安官エバン・オルソン役を演じた。オリジナルのコミックではこの役はイヌイットの子孫であった。 |
| アロハ Aloha                                                          | 2015 | 住民の7割が白人以外であるハワイ州を舞台に、全て白人出演者により演じられたロマコメ・ドラマ映画。エマ・ストーン演じるAllison Ngは父が中国人とハワイ先住民のハーフで、母がスウェーデンの子孫という設定であった。 |
| アンナとシャム王 Anna and the King of Siam                            | 1946 | 歴史ドラマ映画で、白人俳優レックス・ハリソンが小タイ族王ラーマ4世を演じた。 |
| アパッチ Apache                                                       | 1954 | 西部劇映画で、白人俳優バート・ランカスターが主役のアパッチ族の戦士を演じた。 |
| アルゴ Argo                                                           | 2012 | 実際のできごとを基にした政治スリラー映画で、白人俳優ベン・アフレックがハーフ・メキシカンのCIA秘密工作本部作戦支援部のトニー・メンデスを演じた。ただしメンデス自身は自分をヒスパニック系とは思っていない。また白人女優クレア・デュヴァルが演じたコーラ・ライジェクは、実際には日系アメリカ人であった。 |
| バットマン ビギンズ Batman Begins                                     | 2005 | バットマンが主役のスーパーヒーロー映画で、白人俳優リーアム・ニーソンがコミックではアラブ系として描かれるラーズ・アル・グールを演じた。 |
| ビューティフル・マインド A Beautiful Mind                             | 2001 | ジョン・ナッシュの伝記的映画で、白人女優ジェニファー・コネリーがナッシュの妻でエルサルバドル出身のアリシアを演じた。 |
| グリフィン家のウエディングノート The Big Wedding                      | 2013 | コメディ映画で、白人俳優ベン・バーンズが茶色で顔を塗ってコロンビア人役を演じた。 |
| ティファニーで朝食を Breakfast at Tiffany's                           | 1961 | 恋愛映画で、白人俳優ミッキー・ルーニーがアジア系の家主を演じた。 |
| 怪探偵張氏 Charlie Chan Carries On                                    | 1931 | シリーズ作品で白人俳優ウォーナー・オランドが中国人探偵チャーリー・チャンを演じた。 |
| クレオパトラ Cleopatra                                                | 1963 | 歴史叙事詩的映画で、白人女優のエリザベス・テイラーがギリシャとエジプトの流れを汲む女王クレオパトラを演じた。 |
| 征服者 The Conqueror                                                  | 1956 | 叙事詩的映画で、白人俳優ジョン・ウェインは主役のモンゴル系のチンギス・カンを演じた。 |
| ドクター・ストレンジ Doctor Strange                                   | 2016 | スーパーヒーロー映画で、白人女優ティルダ・スウィントンがコミック『ドクター・ストレンジ』でヒマラヤ山脈にある架空の王国Kamar-Taj出身の男エンシェント・ワンを演じる。 |
| Dragon Seed                                                           | 1944 | 戦争ドラマ映画で、白人女優キャサリン・ヘプバーンが主役の中国人ジェイド役を演じた。 |
| DRAGONBALL EVOLUTION Dragonball Evolution                             | 2009 | 日本の漫画『ドラゴンボール』を基にした映画で、白人俳優ジャスティン・チャットウィンが主役の孫悟空を演じた。 |
| ドライヴ Drive                                                        | 2011 | 犯罪映画で、白人女優キャリー・マリガンが原作小説でラテン系として描かれていたアイリーン役を演じた。 |
| ゲド〜戦いのはじまり〜 Earthsea                                       | 2004 | アーシュラ・K・ル＝グウィン原作小説のドラマ化で、原作では肌が暗い赤茶色で世界でもごく少数の民族である主役のゲドを含むほとんどの登場人物が白人俳優により演じられている。ル＝グウィンはこの配役を批判している。 |
| オール・ユー・ニード・イズ・キル Edge of Tomorrow                     | 2014 | 小説『All You Need Is Kill』のSF映画化で、白人俳優トム・クルーズが日本人キリヤ・ケイジではなくアメリカ人ウィリアム・ケイジを演じた。白人俳優ビル・パクストンが演じた役は原作ではブラジル系日本人、ノア・テイラーが演じた役は原作ではネイティヴ・アメリカンの女性であった。 |
| Elizabeth, Michael and Marlon                                         | 2016 | 2011年、『ヴァニティ・フェア』に掲載された、2001年9月11日のアメリカ同時多発テロ事件の日にマーロン・ブランド、エリザベス・テイラー、マイケル・ジャクソンがニューヨークに向かう物語を基にしたテレビのコメディ映画で、白人俳優ジョセフ・ファインズがマイケル・ジャクソンを演じた。 |
| 闘牛の女王 Fiesta                                                     | 1947 | ミュージカル・ドラマ映画で、白人女優エスター・ウィリアムズがメキシコ人女性マリア・モラレスを演じた。 |
| ジンギス・カン Genghis Khan                                           | 1965 | ジンギス・カンの生涯を描いた歴史映画で、ジンギス・カン役のオマー・シャリフはエジプト人であるが、その他のキャストのほとんどは白人である。 |
| ゴースト・イン・ザ・シェル Ghost in the Shell                         | 2017 | 日本の漫画『攻殻機動隊』を原作としたアメリカの実写映画で、白人俳優スカーレット・ヨハンソン、ピルウ・アスベック、マイケル・ピットが日本人役に配役された。講談社海外事業部長サム・ヨシダは「今のところ、スカーレット・ヨハンソンは役に合っている。彼女はサイバーパンクの感覚を持っている。そして我々は日本人女優が主役になることが想像つかない。世界中に日本の作品を広めるチャンスである」と語った。 |
| キング・オブ・エジプト Gods of Egypt                                  | 2016 | ファンタジー映画で、主要なエジプト人登場人物たちが白人俳優によって演じられた。 |
| 大地 The Good Earth                                                   | 1937 | 中国人農民についてのドラマ映画で、白人俳優ポール・ムニとルイーゼ・ライナーが中国人を演じた。 |
| グレートウォール The Great Wall                                       | 2016 | 中国の宋を舞台にした映画で、マット・デイモンが主演する。張芸謀監督は当初デイモンではなく中国人俳優を検討していた。 |
| 愛と精霊の家 The House of the Spirits                                 | 1993 | チリを舞台にした歴史ドラマ映画で、白人俳優メリル・ストリープ、グレン・クローズ、ジェレミー・アイアンズ、ウィノナ・ライダーがラテン系の登場人物を演じた。 |
| ハッド Hud                                                            | 1963 | ドラマ映画で、白人女優パトリシア・ニールが牧場の家政婦アルマ役を演じた。原作小説『Horseman, Pass By 』ではこの役は黒人家政婦ヘルミアであった。監督は「映画でも黒人女優を起用したかった。彼女は精神的に強く、親切で、自己を持っている。私は世界中に訴えたかった。「見てください。すごい黒人女性です」と。しかしこの頃単純にできなかった。才能ある黒人女優がいなかったわけではない。演じられそうな黒人女優が少なくとも5-6名ほどいた。しかしまだその時ではなかった。難しい問題であったのだ」と語った。 |
| 白いカラス The Human Stain                                            | 2003 | ドラマ映画で、白人俳優アンソニー・ホプキンスがアフリカ系アメリカ人から白人のユダヤ人に変えたコールマン・シルク教授を演じた。 |
| ハンガー・ゲーム The Hunger Games                                     | 2012 | SFアドベンチャー映画で、白人女優ジェニファー・ローレンスが、作者スーザン・コリンズによるとオリーヴの肌、黒髪直毛、灰色の瞳であるカットニス・エヴァディーン役を演じた。『Fan Phenomena: The Hunger Games 』のニコラ・ボルキンドは「読者はカットニスやその仲間たちは白人ではないと考えている。映画の配役ではカットニスは白人だということになってしまう」と語った。コリンズはカットニスもゲイルも読者が考えるような2種類の民族の混血では特にないとし、「今から何百年も経った後の物語である。その頃はもっと民族間の混血が進んでいるだろう」と語った。 『Space and Place in the Hunger Games 』のデイドア・アン・エヴァンズ・ギャリオット、ホイットニー・エレイン・ジョーンズ、ジュリー・エリザベス・タイラーはこの配役について「白人女優を配役することは、他の優秀な女優を明確に排除するものであり、ハリウッドの白人を優遇するものである。それが白人であろうとなかろうと、コリンズが詳述するカットニスの容貌により近い女優を配役することはこれまでの典型的な美しさに挑戦するものであり、西洋がいかにヒロイズムと美しさを関連付けるかということであったのに」と語った。 |
| 悲しみは空の彼方に Imitation of Life                                  | 1959 | 恋愛ドラマ映画で、ヒスパニックの女優スーザン・コーナーがオリジナルの『模倣の人生』では混血だが白人に変えられたサラ・ジェーン役を演じた。 |
| 王様と私 The King and I                                               | 1956 | ミュージカル映画で、白人俳優ユル・ブリンナーがタイ王ラーマ4世を演じた。ただしブリンナーはモンゴルおよびブリヤート人の血を引いている。 |
| ザ・キング・オブ・ファイターズ The King of Fighters                   | 2010 | ビデオ・ゲームのザ・キング・オブ・ファイターズを基にした武闘アクション映画で、白人俳優ショーン・ファリスが主演の日本人クサナギ・キョウ役を演じた。 |
| KUBO/クボ 二本の弦の秘密 Kubo and the Two Strings                     | 2016 | ストップモーション・アニメーション映画で、白人俳優たちが主要な日本人登場人物の声を担当している。主役のクボはアイルランド人俳優アート・パーキンソンが担当した。 |
| エアベンダー The Last Airbender                                       | 2010 | テレビ番組『アバター 伝説の少年アン』を基にしたファンタジー・アドベンチャー映画で、白人俳優がテレビにおいてアジア系やイヌイットであった役を演じている。一方、敵である火の国の役は中東系やインド系の俳優が多く演じている。 |
| 最後の誘惑 The Last Temptation of Christ                              | 1988 | 聖書を基にした叙事詩的映画で、白人俳優たちが聖書に登場する中東系の役を演じている。白人俳優ウィレム・デフォーがイエス・キリストを演じた。 |
| アラビアのロレンス Lawrence of Arabia                                 | 1962 | 歴史叙事詩的映画で、白人俳優アレック・ギネスがアラブのファイサル1世を演じた。 |
| ローン・レンジャー The Lone Ranger                                    | 2013 | 西部劇映画で、白人俳優ジョニー・デップがコマンチェであるサイドキックのトント役を演じた。デップは何度か自分はチェロキーやコマンチェの流れを汲んでいると語っているが、確認はされていない。 |
| Lost Boundaries                                                       | 1949 | 実際に起こったできごとを基にしたドラマ映画で、白人俳優たちが実際はアフリカ系アメリカ人であった家族を白人に変えて演じている。 |
| A Majority of One                                                     | 1961 | コメディ映画で、白人俳優アレック・ギネスが日本人ビジネスマンを演じている。 |
| オデッセイ The Martian                                                | 2015 | 2011年の小説を基にしたSF映画で、白人女優マッケンジー・デイヴィスが衛星制御エンジニアのミンディ・パークを演じている。作家のアンディ・ウィアーはミンディ・パークは韓国人のつもりで書いていたが、韓国人だと明確に書いた箇所はない。 |
| マイティ・ハート/愛と絆 A Mighty Heart                                | 2007 | 同名回想録を基にしたドラマ映画で、白人女優アンジェリーナ・ジョリーがアフリカ系キューバ人の子孫でフランス生まれのマリアンヌ・パールを演じた。 |
| 星の流れる果て Not Without My Daughter                                | 1991 | ドラマ映画で、白人俳優アルフレッド・モリーナがイラン人医師サイード・マムーディを演じた。 |
| オセロ Othello                                                        | 1965 | ウィリアム・シェイクスピアの悲劇『オセロ』(1603年頃)を基にした映画で、白人俳優ローレンス・オリヴィエが顔を黒く塗ってムーア人の子孫オセロを演じた。 |
| 硫黄島の英雄 The Outsider                                             | 1961 | 伝記映画で、白人俳優トニー・カーティスがアメリカ海兵隊員でネイティヴ・アメリカンの子孫であるアイラ・ヘイズを演じた。 |
| PAN 〜ネバーランド、夢のはじまり〜 Pan                                | 2015 | ファンタジー映画で、白人女優ルーニー・マーラがネイティヴ・アメリカンの子孫であるタイガー・リリーを演じた。 |
| パーティ The Party                                                    | 1968 | コメディ映画で、白人俳優ピーター・セラーズがインド人俳優役を演じた。 |
| インドへの道 A Passage to India                                       | 1984 | 歴史ドラマ映画で、白人俳優アレック・ギネスがインド人教授役を演じた。 |
| ペイ・フォワード 可能の王国 Pay It Forward                            | 2000 | 実際に起こったできごとを基にしたドラマ映画で、白人俳優ケヴィン・スペイシーが教師ユージーン・シモネットを演じた。実際の教師であるルーベン・セント・クレアはアフリカ系アメリカ人である。 |
| ピンキー Pinky                                                        | 1949 | 人種に関するドラマ映画で、白人女優ジーン・クレインは、白人としてふるまうアフリカ系アメリカ人の流れを汲む女性役を演じた。 |
| プリンス・オブ・ペルシャ/時間の砂 Prince of Persia: The Sands of Time | 2010 | ファンタジー・アドベンチャー映画で、白人俳優ジェイク・ジレンホールが主役のペルシア人を演じた。 |
| レモ/第1の挑戦 Remo Williams: The Adventure Begins                    | 1985 | アクション・アドベンチャー映画で、白人俳優ジョエル・グレイが主役のレモ・ウィリアムズの師匠で韓国人武道家チュン役を演じた。 |
| スカーフェイス Scarface                                               | 1983 | 犯罪映画で、白人俳優アル・パチーノがキューバ人の子孫トニー・モンタナ役を演じた。作品中のキューバ系アメリカ人のほとんどはキューバ人以外が演じている。 |
| シーク The Sheik                                                      | 1921 | 恋愛ドラマ映画で、白人俳優ルドルフ・ヴァレンティノがアラブ系のシーク役を演じた。 |
| ショート・サーキット Short Circuit                                    | 1986 | SF映画で、白人俳優フィッシャー・スティーヴンスがインド人ベン・ヤビタヤ役を演じた。 |
| ショート・サーキット2 がんばれ!ジョニー5 Short Circuit 2              | 1988 | SF映画で、白人俳優フィッシャー・スティーヴンスがインド人ベン・ヤビタヤ役を演じた |
| ショウ・ボート Show Boat                                              | 1951 | 恋愛ドラマ映画で、白人女優エヴァ・ガードナーが混血のジュリー役を演じた。当初混血の女優レナ・ホーンがこの役に配役されていたが、撮影所が配役変更を要求した。 |
| ソーシャル・ネットワーク The Social Network                           | 2010 | ドラマ映画で、混血のマックス・ミンゲラがコネクトUの共同創立者でインド系のディヴィヤ・ナレンドラ役を演じた。デヴィッド・フィンチャー監督は「私たちはディヴィヤ役のために膨大な、おそらく100名くらいのインド人俳優と会い、ディヴィヤ本人の映像も見たがウォーレン・ベイティに似ていた。褐色の肌をしているが、民族性をほとんど感じさせない。しかし私たちはそのような人を順調に見つけられなかった。ロンドン、パリ、モントリオールにも行って探し、ついにマックスに会い、もっともデヴィヤに近いと思った。そして彼は3人組のもっとも重要な3人目となった」と語った。インド系アメリカ人俳優アジズ・アンサリは「近年インド人、本物のインド人は以前よりも映画やテレビに登場しているが、皆が考える以上に偽インド人もまだ登場している。『ソーシャル・ネットワーク』は好きだが、インド系アメリカ人のハーバード大学生ディヴィヤ・ナレンドラがなぜハーフ中国人、ハーフ・イタリア系イギリス人俳優マックス・ミンゲラに配役されたのか理解に苦しむ」と語った。 |
| 熱砂の舞 The Son of the Sheik                                         | 1926 | アドベンチャー・ドラマ映画で、白人俳優ルドルフ・ヴァレンティノがアラブ系の主役を演じた。 |
| スポーン Spawn                                                        | 1997 | スーパーヒーロー映画で、白人俳優D・B・スウィーニーが原作コミック『スポーン』でアフリカ系アメリカ人であったテリー・フィッツジェラルド役を演じた。 |
| スター・トレック イントゥ・ダークネス Star Trek Into Darkness         | 2013 | SF映画で、白人俳優ベネディクト・カンバーバッチがインド系の悪役カーン・ノニエン・シン役を演じた。『スタートレックII カーンの逆襲』(1982年)および『Space Seed 』(1967年)ではメキシコ系俳優リカルド・モンタルバンがカーン役を演じた。 |
| スターシップ・トゥルーパーズ Starship Troopers                        | 1997 | SF映画で、白人俳優キャスパー・ヴァン・ディーンがジョン・リコ役を演じた。原作小説『宇宙の戦士』ではジョン・リコはフィリピン系のフアン・リコであった。 |
| ストーンウォール Stonewall                                            | 2015 | ストーンウォールの反乱についての映画で、LGBTコミュニティの架空の白人男性を主役にしたことで、実際のできごとで重要な役割を担った有色人種のトランスジェンダーやレズビアンの女性を排除したホワイトウォッシングとして批判された。自身もゲイであるローランド・エメリッヒ監督は「この映画はゲイの人たちだけではなくストレートの人たちのためにも作った映画である。作成途中でストレートの人たちに向けた作品だと自分で気付いた。主役のダニーは全く違和感を感じさせない。ダニーはストレートのような行動をする。それで誤解も受ける。ストレートの観客は彼に感情移入できる」と語った。また彼と脚本家ジョン・ロビン・ベイツは歴史家や熟達者と話し合ったとし、「ストーンウォールにはトランスジェンダーの女性は1組しかおらず、少数派であった」と語った。 |
| Stuck                                                                 | 2007 | 実際に起こったできごとを基にしたスリラー映画で、白人女優ミーナ・スヴァーリが実際はアフリカ系アメリカ人であった女性を演じた。 |
| 八月十五夜の茶屋 The Teahouse of the August Moon                      | 1956 | コメディ映画で、白人俳優マーロン・ブランドが日本人サキニ役を演じた。 |
| バグダッドの盗賊 The Thief of Bagdad                                  | 1924 | 剣戟映画で、白人俳優ダグラス・フェアバンクスがアラブ系の主役を演じた。1978年版ではロディ・マクドウォールがこの役を演じた。 |
| 黒い罠 Touch of Evil                                                  | 1958 | フィルム・ノワールで、白人俳優チャールトン・ヘストンがメキシコ人麻薬捜査官ミゲル・ヴァルガスを演じた。 |
| ウォンテッド Wanted                                                   | 2008 | アクション映画で、白人女優アンジェリーナ・ジョリーが原作コミック『Wanted 』でハル・ベリーをモデルにしたアフリカ系アメリカ人であったフォックス役を演じた。 |
| ウォーム・ボディーズ Warm Bodies                                      | 2013 | ゾンビ・コメディ映画で、白人の俳優であるリオ・ティプトンが原作小説『ウォーム・ボディーズ ゾンビRの物語』ではエチオピア系であったノラ役を演じた。 |
| ウエスト・サイド物語 West Side Story                                  | 1961 | 恋愛ミュージカル映画で、白人女優ナタリー・ウッドがプエルトリコ系のマリア役を演じた。 |
| 風とライオン The Wind and the Lion                                    | 1975 | 歴史映画で、白人俳優ショーン・コネリーがベルベル人暴徒集団のリーダーを演じた。 |
| ワールド・トレード・センター World Trade Center                       | 2006 | アメリカ同時多発テロ事件を基にした惨事ドラマ映画で、白人俳優ウィリアム・メイポーザーが実際はアフリカ系アメリカ人であるアメリカ海兵隊軍曹ジェイソン・トーマスを演じた。 |
| 危険な年 The Year of Living Dangerously                               | 1982 | ドラマ映画で、白人女優リンダ・ハントが原作小説では中国系オーストラリア人の小人の男性であった役を演じた。 |

- 小説『海底二万里』の複数の映画化作品ではヒンズーのインド人ネモ船長はヨーロッパ系俳優に演じられることが多い[6]。